# Antonio Piedra
Antonio Piedra Pérez (* 10. Oktober 1985 in Sevilla) ist ein ehemaliger spanischer Straßenradrennfahrer.

## Karriere
Antonio Piedra gewann 2006 eine Etappe bei der Vuelta a Segovia und wurde Zweiter der Gesamtwertung. Außerdem war er mit seinem Team beim Mannschaftszeitfahren der Vuelta a Palencia erfolgreich, wo er den dritten Platz in der Gesamtwertung belegte. 2007 wurde Piedra Profi bei dem spanischen Professional Continental Team Fuerteventura-Canarias und 2008 wechselte er zu Andalucía-Cajasur. In der Saison 2009 gewann er eine Etappe bei der Volta a Portugal.
Sechs Mal startete Piedra bei der Vuelta a España. 2012 gewann er aus einer Ausreißergruppe von zehn Fahrer heraus die 15. Etappe mit einem Vorsprung von 2:20 Minuten auf den Zweiten Rubén Pérez.

## Erfolge
2009
- eine Etappe Volta a Portugal

2012
- Rogaland Grand Prix
- eine Etappe Vuelta a España

## Teams
- 2007 Fuerteventura-Canarias
- 2008 Andalucía-Cajasur
- 2009 Andalucía-Cajasur
- 2010 Andalucía-Cajasur
- 2011 Andalucía Caja Granada
- 2012 Caja Rural
- 2013 Caja Rural-Seguros RGA
- 2014 Caja Rural-Seguros RGA
- 2016 Funvic Soul Cycles-Carrefour
- 2017 Manzana Postobón Team

## Grand-Tour-Platzierungen
| Grand Tour            | 2009 | 2010 | 2011 | 2012 | 2013 | 2014 |
| --------------------- | ---- | ---- | ---- | ---- | ---- | ---- |
| Giro d’ItaliaGiro     | –    | –    | –    | –    | –    | –    |
| Tour de FranceTour    | –    | –    | –    | –    | –    | –    |
| Vuelta a EspañaVuelta | 78   | 103  | 71   | 84   | 109  | 99   |